# بویوک‌سوتلوجه (اردهان)
بویوک‌سوتلوجه (به ترکی استانبولی: Büyüksütlüce، به کردی: Xarziyana Mezin) یک منطقهٔ مسکونی در ترکیه است که در اردهان واقع شده‌است.